# 二重語
二重語（にじゅうご、英語: doublet）とは、ひとつの言語の中で、共通の語源たるひとつの単語に由来しながら、それぞれに異なる語形をとり、異なる意味や機能のもとに併用されている、2つの語をいう。姉妹語ともいう。
似たものとして、三重語、四重語などの多重語もある。
借用語（外来語や古典語からの復活）が複数の時代・経路を通じて入ってきた結果生じたものが多いが、純粋な土着語が何らかの理由で複数に分化するような場合もある。

## 英語の例
other - or
いずれも古英語由来の土着語だが、後者は接続詞として特化（文法化）し、適応的に音の短縮を生じた。 or の意味に相当するドイツ語 oder は、other との語源的関連を把握しやすい。
host - guest
いずれもインド・ヨーロッパ祖語のgʰóstisに由来する語。hostはラテン語・古フランス語経由で、guestはゲルマン祖語・古ノルド語由来である。
skirt - shirt
skirt はバイキングのもたらした古ノルド語由来の語。 shirt は古英語由来で、西ゲルマン語の音変化（sk- > sh-）を経ている。
redemption - ransom
語義はそれぞれ「贖罪」と「身代金」。ラテン語 redemptio 「買い戻し、身請け」より。 後のキリスト教により教義用語として採用された結果、前者はやや高尚な意味をもつようになった。 対して、後者は純然たる民衆語の系統。
なお、このような「ラテン語の語尾だけを変えた“直輸入語”」と「中世フランス語を経て変形した民衆語」とのペアは少なくない。ほかに数例を挙げておく。 後者の語はその音だけでなく、意味も少なからず変化している場合が多い。
- ラテン語: ratio 「計算」 > ratio 「比率」 - ration 「配給、割り当て」 - reason 「理、理由」
- ラテン語: potio 「飲み、ひと飲み」 > potion 「一服」 - poison 「毒」
- ラテン語: securus 「安心な」 > secure 「安全な」 - sure 「確実な」
- ギリシア語: θησαυρός (thēsauros) 「宝物庫」 > ラテン語: thesaurus 「宝庫、宝物」 > thesaurus 「シソーラス」 - treasure 「宝物」
- 俗ラテン語: capitale 「所有物、財産」 > capital 「資本」 - cattle 「畜牛」
- 中世ラテン語: supervidere 「監察する」 > supervise 「監督する」 - survey 「概観する」

discus - disk/disc - dish - desk - dais
多重語の例。ラテン語 discus 「（投擲用の）円盤」より。dish は早い段階でゲルマン語に入ったもので、ドイツ語: Tisch 「テーブル」と同源。desk は古いイタリア語経由で、dais  「演壇」はフランス語経由。
hospital - hostel - hotel
後期ラテン語 hospitale 「ゲストハウス、宿屋」から。hospital は中世の用法「救護院」から、病院の発達にともなって「病院」を意味するようになった。 hostel は中世フランス語からの借入、hotel は近世に入ってから同じ語を再借入したものであり、その間に語形・語義の変遷を被っている。ちなみに現代フランス語では、hôpital, hôtel の語はあるが、英語 hostel に相当する語彙は存在しない。
custom - costume
前者はノルマン・コンクエストによってもたらされた中世フランス語、後者は近世フランス語に由来。現代フランス語の coutume - costume に相当。
history - story
いずれも古典ギリシア語 ἱστορία (istoria) > ラテン語 historia に由来する。フランス語: histoire、スペイン語: historia、イタリア語: storia、ロシア語: история など、多くのヨーロッパ言語における同系語は「歴史」「物語」両方の意味を兼ねるが、英語では2つの語形に分化し、意味によって使い分けるようになった。
その他の事例は以下のとおり。単語の順に由来を記している。
- strange, extraneous：古フランス語、ラテン語。
- word, verb：ゲルマン系言語、ラテン語。
- shadow, shade, shed：全て古英語のsceadu（「影」）に由来する。
- stand, stay, state, status, static：英語の土着語彙、古フランス語、ラテン語、ラテン語、ギリシア語（ラテン語経由）で、全て印欧祖語に由来する。
- chief, chef, cape, capo, caput, head：フランス語、フランス語、ラテン語（フランス語経由）、イタリア語、ラテン語、ゲルマン系言語で、全て印欧祖語の*ka(u)put（「頭」）に由来する。
- capital, cattle, chattel：ラテン語、ノルマン語、フランス語。
- plant, clan：ラテン語、古アイルランド語。
- right, rich, raj, rex, regalia, reign, royal, real：ゲルマン系言語、ケルト語、サンスクリット語、ラテン語、ラテン語、フランス語、フランス語、ポルトガル語。
- carton, cartoon：どちらもイタリア語のcartone（「厚紙」）。
- ward, guard：ノルマン語（ゲルマン系言語経由）、フランス語（ゲルマン系言語経由）。warden, guardianも同様。
- chrism, cream, grime：ギリシア語、フランス語（14世紀から19世紀）、ゲルマン系言語。
- cow, beef：ゲルマン系言語（古英語）、ラテン語（フランス語経由）で、ともに印欧祖語に由来する。
- wheel, cycle, chakra：ゲルマン系言語、ギリシア語（ラテン語経由）、サンスクリット語で、全て印欧祖語の*kʷékʷlo-（「車輪」）に由来する。
- frenetic, frantic：ギリシア語（古フランス語経由）、ギリシア語（ラテン語経由）。
- cave, cavern：ラテン語cavus（フランス語経由）、ゲルマン系言語。
- price, prize, praise, pry, prix：全てフランス語由来で、英語に入って発音が分かれたケースがある。
- corn, kernel and grain：ゲルマン祖語、ゲルマン祖語（g→kの子音遷移）、ラテン語（古フランス語経由）で、全て印欧祖語の*grnómに由来する。
- clock, cloche, cloak, Glockenspiel：中世ラテン語clocca（「ベル」、中世オランダ語経由）、フランス語、フランス語、ドイツ語。
- mister, master, Meister, maestro, mistral, magistrate：全てラテン語のmagister（「教師」）に由来する。
- equip, ship, skiff, skipper：古フランス語、古英語、古イタリア語（中世フランス語経由）、中世オランダ語で、全てゲルマン祖語の*skipą（「船」）に由来する。
- domain, demesne, dominion, dungeon：全てフランス語に由来する。
- Slav, slave：ラテン語、フランス語で、どちらもスラブ祖語（古代ギリシア語経由）に由来する。
- discrete, discreet：どちらもラテン語由来で、英語に入って発音が分かれたが、現代英語では同一の発音となっている。
- apothecary, boutique, bodega：古フランス語、古オック語・中世フランス語、スペイン語で、全て古代ギリシア語に由来する。

## 日本語の例
借用語の他には、いわゆるウ音便や撥音便の関係したものが多い。
あわれ - あっぱれ
古い感嘆詞「あはれ」より。後者は中世初期から用例が見られる。語中のハ行音も二重語を生みやすい要因のひとつ。
こうむる - かぶる
古形は「かがふる」で、前者はウ音便形「かうぶる」に由来。後者は撥音便形「*かんぶる」から不規則的にン音の落ちたもの。ちなみに、同系語「冠（かんむり）」は「かがふり」に由来している。
かぐわしい - かんばしい - こうばしい
三重語の例。古形「かぐはし」（香-細し）より。語中のハ行音と、撥音便、ウ音便が関与している。
石灰 - 漆喰
あきらかに借用語のからむ例。「漆喰」は当て字で、「石灰」の語が唐音の経路で借入されて定着したものである。
また、ひとつの英単語が日本語に入って二重化している例が散見される。 借入の段階で狭義化をきたしている例が多く、やや変則的なものも含むが、いくつかの例を挙げておく。
アイロン - アイアン
iron 「鉄」。かたや火熨斗、かたやゴルフクラブと、日本語ではいずれも特定の道具名になってしまった。
セカンド - セコンド
second 「2番目の」から、野球用語とボクシング用語に。後者については、初期の試合で第2試合に出る選手をリングサイドに置いたことから、second match 「第2試合」に由来するのだという。
ストライク - ストライキ
strike 「打撃」より。前者は野球用語やボウリング用語など、後者は労働争議の一形態。
トロッコ - トラック
truck 「運搬車」より。
マシン - ミシン
machine 「機械」から。原義に近い前者に対して後者は狭義化しているが、sewing machine 「ミシン」の後半をとったものとも言われる。
ほか、「異なる言語からの外来語同士のセット」まで含めれば、「うどん - ほうとう - ワンタン」 「歌留多 - カルテ - カード - チャート」 「襦袢 - ズボン - ジャンパー」 「ゴム - ガム - グミ」 「オブジェ - オブジェクト」 とか、果ては「ホイール - サイクル - サークル - チャクラ」のようなものまで、多様な例を無数に挙げることができるが、これらのケースにおいては同語源性の定義自体が難しくなるし、やや雑多に過ぎ、普通は多重語とは言わない。
また、ときに「分別」（ふんべつ - ぶんべつ）のような「音読みと音読み」の組み合わせのものを例に含める場合があるが、こうした例では多くの場合、「字を並べるだけで新語ができてしまう」という漢字の性質上、同語源であることの立証が難しい。また単漢字語についても、「同じ字であることは同語源であることを必ずしも意味しない」ことに留意する必要がある。